# Gerhard Hirschfelder
Gerhard Hirschfelder (Glatz, 17 de fevereiro de 1907 – Dachau, 1 de agosto de 1942) foi um padre católico alemão. Ele era um crítico do nazismo e usava seus sermões para condenar a propaganda nazista e seus demais aspectos, fazendo com que suspeitas sobre ele fossem levantadas pelas autoridades que o monitoravam e até o interrogavam ocasionalmente. Gerhard também ficou conhecido por ser um firme defensor do papel dos adolescentes na vida da Igreja e fez deles um foco em suas atividades pastorais. Em sua prisão, ele se tornou membro do Movimento de Schoenstatt.
Um crescente interesse por sua beatificação surgiu após sua morte, sendo recolhidas cerca de 10.000 assinaturas a seu favor em uma petição; a causa formal começou no final dos anos 1990 e ele foi intitulado servo de Deus. No dia 19 de setembro de 2010, ele foi beatificado pelo cardeal Joachim Meisner em nome do Papa Bento XVI, na Catedral de Münster.

## Biografia

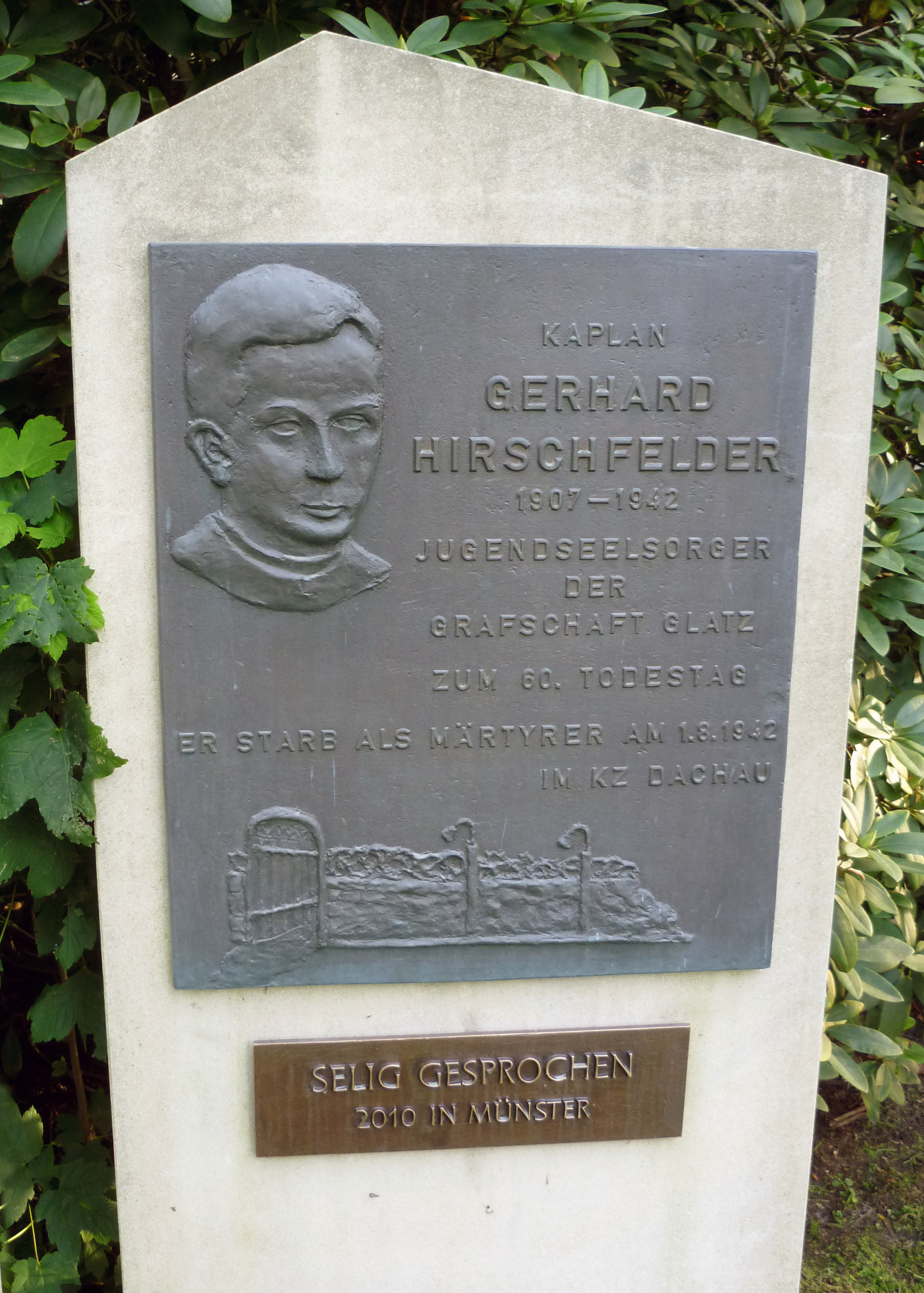
Uma placa comemorativa para Gerhard Hirschfelder em Telgte, Alemanha, onde se diz que ali ele serviu como capelão da juventude

Gerhard Hirschfelder nasceu em Glatz no dia 17 de fevereiro de 1907, sendo filho ilegítimo da solteira Maria Hirschfelder. Ele recebeu seu batismo em 19 de fevereiro do Padre Bertmann na paróquia da Assunção.
Ele cursou o ensino médio na escola Glatz (onde se formou em 1926) e depois fez seus estudos teológicos e filosóficos na Universidade de Breslávia. Mas seu tempo lá foi frequentemente manchado com o conhecimento de que ele era um filho ilegítimo e às vezes era ridicularizado por isso. Gerhard recebeu sua elevação ao diaconato em 29 de dezembro de 1931 na Catedral de Breslávia, pelo cardeal Adolf Bertram. No dia 31 de janeiro de 1932, ele foi ordenado sacerdote pelo cardeal Bertram. Ele celebrou sua primeira missa em 1.º de fevereiro de 1932 na igreja do Sagrado Coração de Jesus, em Bad Langenau. Ele serviu pela primeira vez como capelão em uma pequena paróquia até fevereiro de 1939, quando foi transferido para a paróquia de Habelschwerdt. Em julho de 1939, ele foi chamado para Glatz para trabalhar com a juventude, onde ganhou popularidade por seu ativismo entre crianças e adolescentes pois acreditava que eles eram o futuro da Igreja.
Ali, Gerhard desencorajava os adolescentes de se juntarem ao movimento da Juventude Hitlerista e de serem influenciados por toda a propaganda nazista que circulava na época. Ele criticou o nazismo em seus sermões e foi denunciado como resultado disso. No final de julho de 1941, ele condenou a destruição de imagens cristãs e disse: "Aquele que arranca do coração dos jovens sua fé em Cristo é um criminoso" e por isso foi preso em uma semana em 1.º de agosto, quando foi levado para a prisão de Kłodzko. Foi lá naquela prisão que ele escreveu um intenso e profundo memorando sobre a Via Crucis e uma série sobre as cartas paulinas, bem como sobre o sacerdócio e o casamento. Ele foi enviado diretamente para o campo de concentração de Dachau em meados de dezembro de 1941 (sem julgamento), onde recebeu o número de prisioneiro 28927; ele chegou lá em 27 de dezembro. Enquanto estava em Dachau, ele se tornou um membro do Movimento de Schoenstatt. Gerhard foi preso no bloco 26/3 ao lado do padre Oblato de Maria Imaculada, Engelbert Rehling, que disse que era "quase tímido" em sua disposição, além de ser bastante humilde.
Gerhard morreu em 1 de agosto de 1942 devido à fome juntamente com pneumonia aguda que ele havia contraído. Seus restos mortais foram queimados e enterrados algumas semanas depois, embora recuperados. Seu túmulo está localizado no cemitério de Tscherbeney (atual Czermna, na Polônia).

## Beatificação

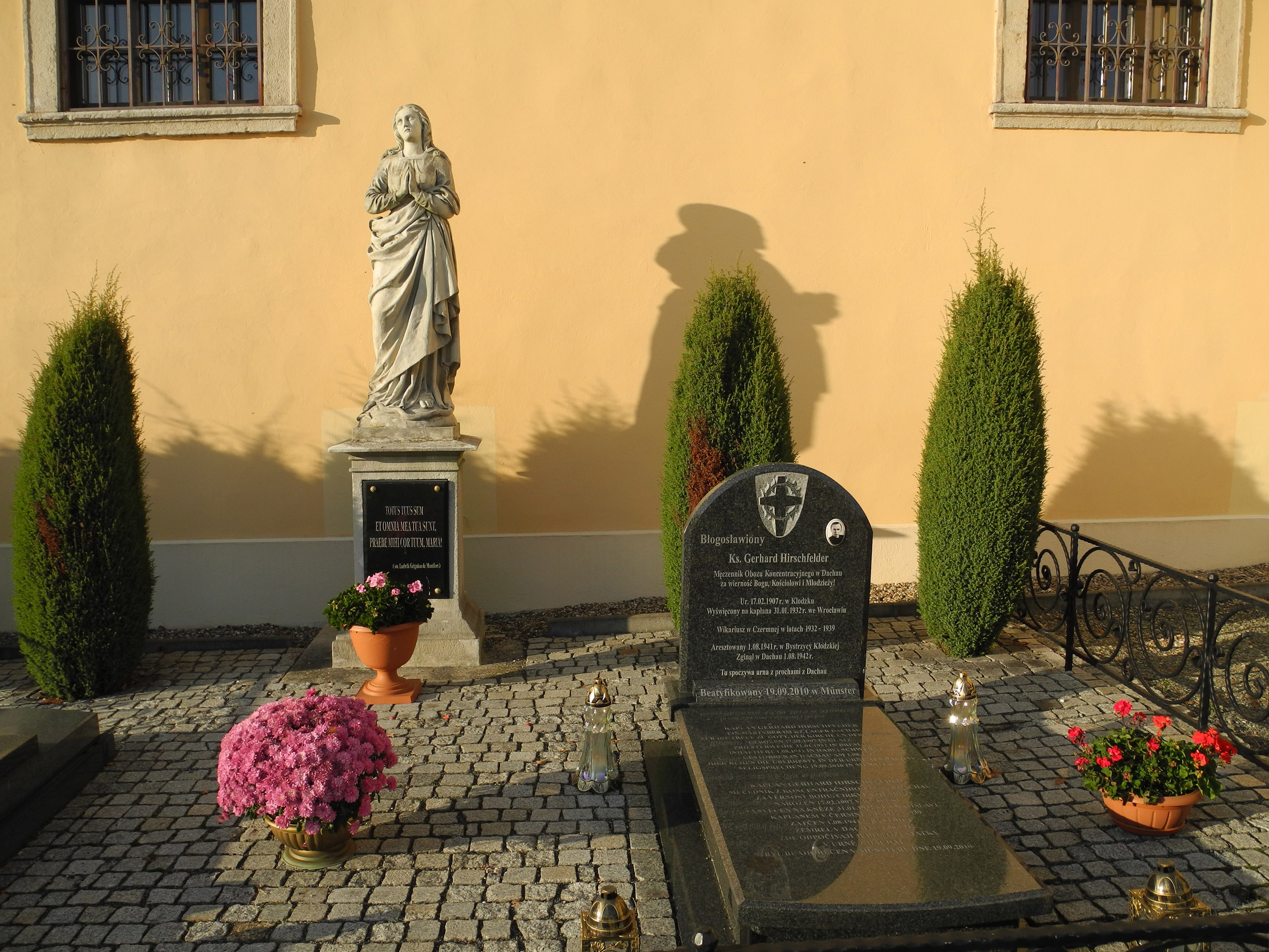
Seu túmulo em Tscherbeney, atual Czermna na Polônia

Foram coletadas 10.000 assinaturas pedindo às autoridades de Münster e Roma que iniciassem a causa de beatificação de Gerhard. Em 18 de setembro de 1998, foi iniciado a fase diocesana do processo pela diocese de Münster e encerrado em março de 1999, embora a introdução formal à causa tenha ocorrido sob o Papa João Paulo II em 19 de dezembro de 1998, quando a Congregação para as Causas dos Santos emitiu o nihil obstat e intitulou Gerhard como servo de Deus. Em 15 de outubro de 1999, a congregação validou o processo e recebeu a positio em 2002. Os teólogos aprovaram a causa em 2 de outubro de 2009, bem como os membros da congregação em 9 de fevereiro de 2010. No dia 27 de março de 2010, o Papa Bento XVI reconheceu o martírio in odium fidei (por ódio à fé) de Gerhard e aprovou a beatificação.
O cardeal Joachim Meisner presidiu o rito de beatificação em nome do pontífice na Catedral de Münster em 19 de setembro de 2010, com cerca de 4.000 pessoas presentes. Na semana anterior, em 13 de setembro, o papa fez referência ao falecido padre ao embaixador alemão em Castel Gandolfo como um das centenas de padres mortos em campos de concentração durante a Segunda Guerra Mundial. O arcebispo Erwin Josef Ender compareceu à beatificação, assim como Dominik Duka e o bispo Felix Genn de Münster. Meisner disse em suas observações que Hirschfelder depositou sua confiança no "poder da fé".
O atual postulador da causa é o Dr. Andrea Ambrosi.